# 网格纹鼎

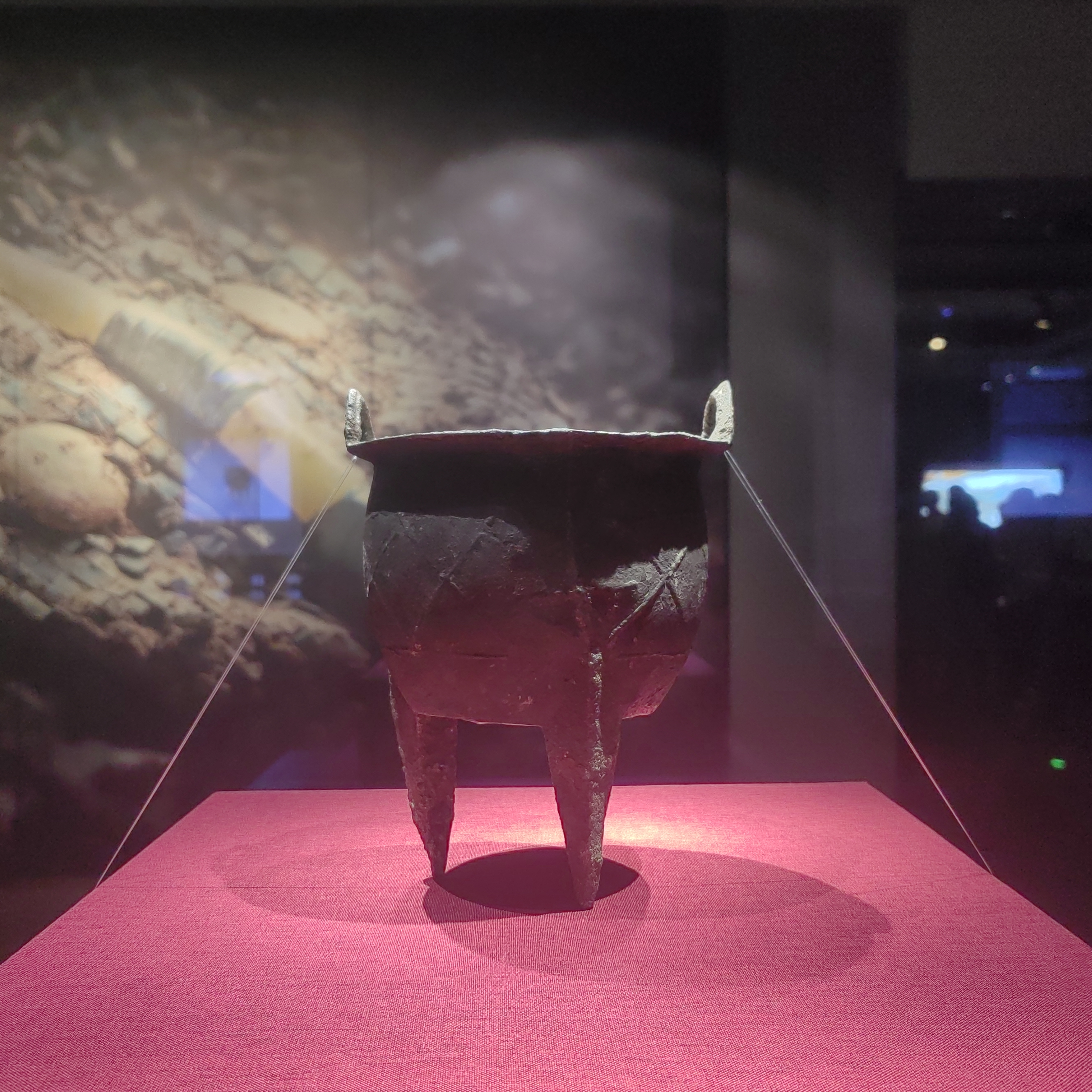
网格纹鼎

网格纹鼎，是迄今为止中国考古发现的最早的青铜鼎，现藏于二里头夏都遗址博物馆。

## 特点
1987年，偃师二里头遗址ⅤM1出土发现，鼎高20、口径15.3、底径10厘米，圆形，敛口，折沿，鼓腹，平底；环形立耳，三条四棱空心锥足。腹饰带状网纹，因此也称“网格纹鼎”。造型、纹饰同河南龙山文化晚期的陶鼎，然而材质却为青铜。经测定，该青铜器为中国考古发现最早的青铜鼎。沿用郑光说法，该鼎定为二里头文化遗址四期遗物。